# جون إتش ماكميلان
جون إتش ماكميلان (بالإنجليزية: John H. MacMillan, Jr.)‏ هو شخصية أعمال أمريكي، ولد في 1895 في تكساس في الولايات المتحدة، وتوفي في 23 ديسمبر 1960.